# Śniatowa
Śniatowa – wieś w Polsce położona w województwie łódzkim, w powiecie zgierskim, w gminie Parzęczew.
W latach 1975–1998 miejscowość administracyjnie należała do ówczesnego województwa łódzkiego.
W 2011 roku wieś liczyła 112 mieszkańców. 